# 水上村

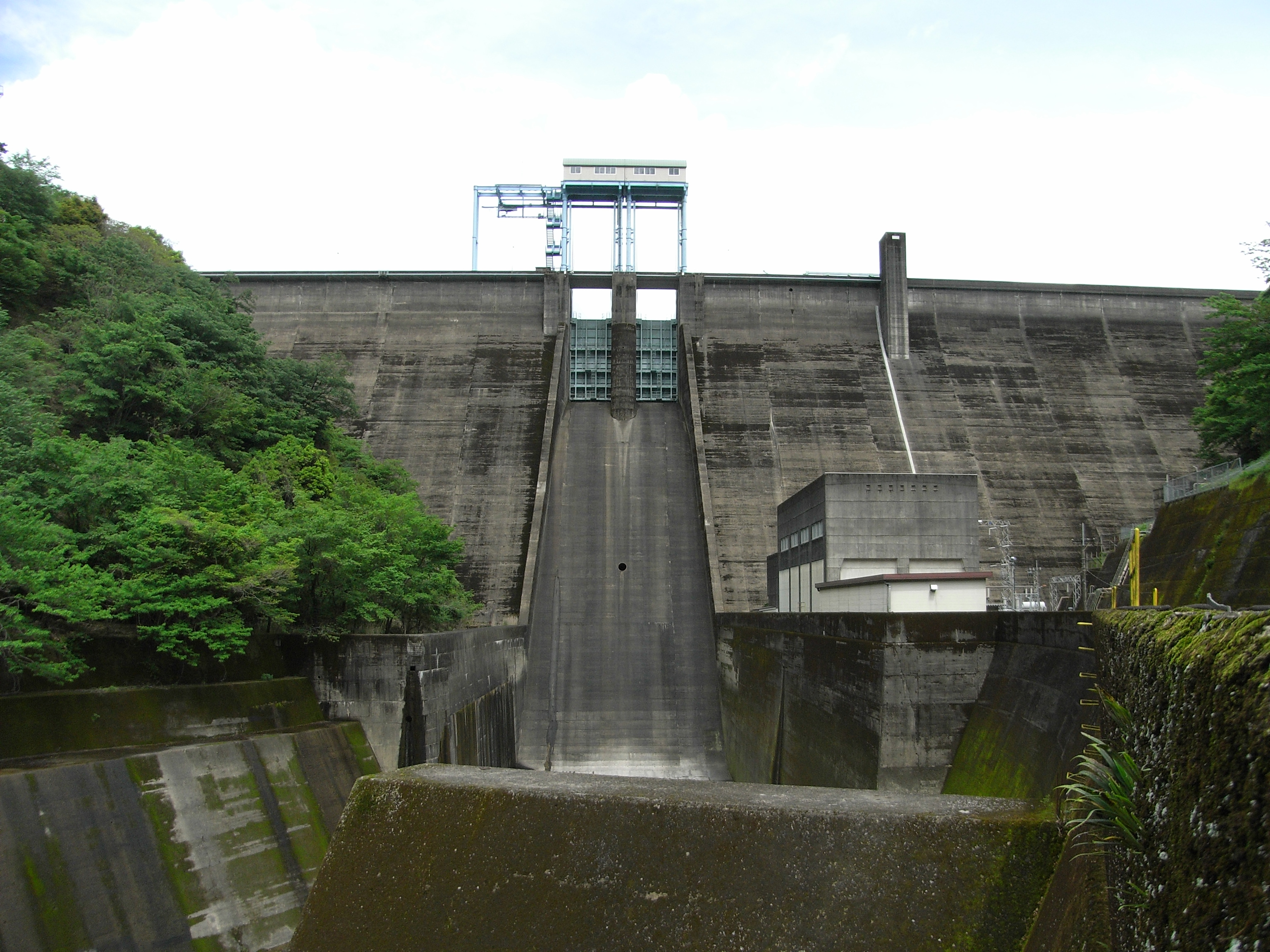
市房ダム

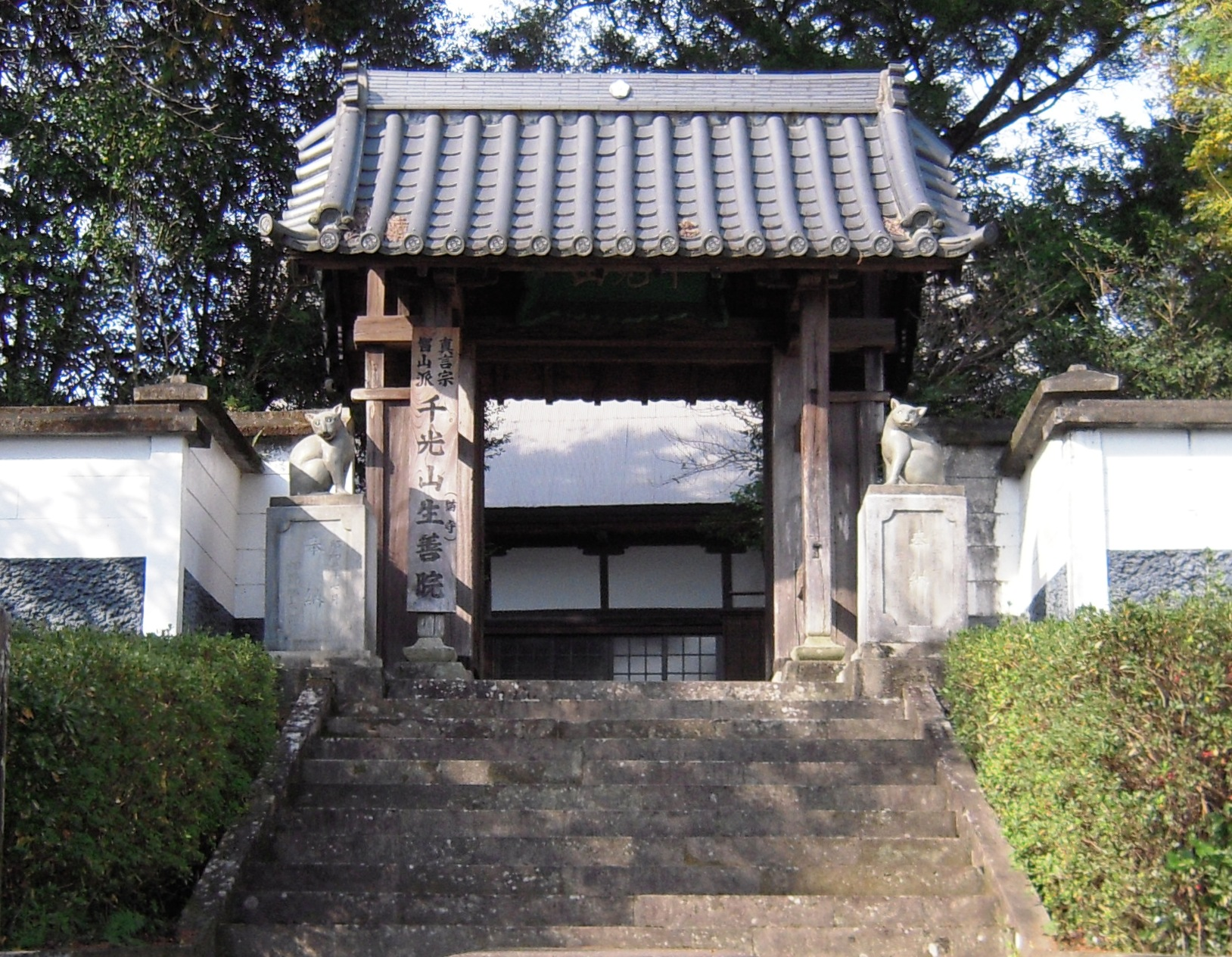
生善院（猫寺）の山門。門前には狛犬ならぬ「狛猫」が見える。

水上村（みずかみむら）は熊本県南部にある村で、球磨郡に属している。

## 地理
九州山地、人吉盆地の最東端に位置しており、全体が山地である。森林セラピー基地認定。
- 山：江代山、市房山
- 川：球磨川
- ダム：市房ダム

### 隣接する市町村
- 八代市
- 球磨郡湯前町・多良木町・五木村
- 宮崎県
  - 児湯郡西米良村
  - 東臼杵郡椎葉村

### 地名
- 岩野
- 江代
- 湯山

## 歴史

### 近現代
- 1895年11月1日 - 湯山村・岩野村・江代村が対等合併し、水上村が発足。
- 2010年9月30日 - 官報で県の境界にわたる市町の境界の確定（平成22年総務省告示第356号）が公示され、境界未定地域であった隣の宮崎県椎葉村との境が確定した。廃藩置県以来、現在の国道388号付近の約1700メートルが未確定だったが、水上村の呼びかけに椎葉村が応じ、合意に至った。確定によって水上村の面積は1.15平方キロメートル減少した[1][2]。

## 人口
| |                                        |  |
| 水上村と全国の年齢別人口分布（2005年） | 水上村の年齢・男女別人口分布（2005年） |  |
| ■紫色 ― 水上村 ■緑色 ― 日本全国 | ■青色 ― 男性 ■赤色 ― 女性              |  |
| 水上村（に相当する地域）の人口の推移 \| 1970年（昭和45年） \| 4,410人 \| \| \| 1975年（昭和50年） \| 3,874人 \| \| \| 1980年（昭和55年） \| 3,668人 \| \| \| 1985年（昭和60年） \| 3,446人 \| \| \| 1990年（平成2年） \| 3,115人 \| \| \| 1995年（平成7年） \| 2,919人 \| \| \| 2000年（平成12年） \| 2,706人 \| \| \| 2005年（平成17年） \| 2,597人 \| \| \| 2010年（平成22年） \| 2,405人 \| \| \| 2015年（平成27年） \| 2,232人 \| \| \| 2020年（令和2年） \| 2,033人 \| \| |                                        |  |
| 総務省統計局 国勢調査より |                                        |  |
| 1970年（昭和45年） | 4,410人                                |  |
| 1975年（昭和50年） | 3,874人                                |  |
| 1980年（昭和55年） | 3,668人                                |  |
| 1985年（昭和60年） | 3,446人                                |  |
| 1990年（平成2年） | 3,115人                                |  |
| 1995年（平成7年） | 2,919人                                |  |
| 2000年（平成12年） | 2,706人                                |  |
| 2005年（平成17年） | 2,597人                                |  |
| 2010年（平成22年） | 2,405人                                |  |
| 2015年（平成27年） | 2,232人                                |  |
| 2020年（令和2年） | 2,033人                                |  |

## 行政

### 村長
- 中嶽弘継（3期目）
- 任期：2015年5月1日 -

#### 歴代市長
| 代   | 氏名       | 就任年月日     | 退任年月日     | 期・年数 |
| 官選 | 官選       | 官選           | 官選           | 官選     |
| ---- | ---------- | -------------- | -------------- | -------- |
| 1    | 鳥井典三   | 1895年11月8日  | 1910年         |          |
| 2    | 神殿原昌季 | 1910年         | 1913年4月      |          |
| 3    | 富山勝太郎 | 1913年         | 1915年         |          |
| 4    | 鳥井伊     | 1915年5月      | 1920年4月      |          |
| 5    | 松下弁治   | 1920年         | 1921年2月      |          |
| 6    | 東弁次     | 1921年3月      | 1936年7月      |          |
| 7    | 小川伊之吉 | 1936年10月24日 | 1939年3月14日  |          |
| 8    | 那須寛光   | 1939年6月19日  | 1943年6月      |          |
| 9    | 岡格       | 1943年6月      | 1946年12月26日 |          |
| 公選 |            |                |                |          |
| 10   | 東一       | 1947年4月5日   | 1959年4月30日  | 3期12年  |
| 11   | 荒嶽茂     | 1959年5月1日   | 1971年4月30日  | 3期12年  |
| 12   | 雨森友房   | 1971年5月1日   | 1983年4月30日  | 3期12年  |
| 13   | 信國守一郎 | 1983年5月1日   | 1995年4月30日  | 3期12年  |
| 14   | 成尾政紀   | 1995年5月1日   | 2011年4月30日  | 4期16年  |
| 15   | 廣瀬親吾   | 2011年5月1日   | 2015年4月30日  | 1期4年   |
| 16   | 中嶽弘継   | 2015年5月1日   |                |          |

## 教育

### 義務教育学校
村立
- 水上学園

※2023年度より村立中学校1校と小学校2校（水上中学校・湯山小学校・岩野小学校）を閉校し義務教育学校の水上学園を新設した。

## 交通

### 遠隔地との連絡
村内に空港・鉄道・高速道路は通っていない。
- 最寄り空港は鹿児島空港。村と空港を直接結ぶ公共交通機関はない。
- 最寄り鉄道駅はくま川鉄道湯前駅。
- 高速道路の最寄りインターチェンジは九州自動車道人吉インターチェンジ。

村外から当村にアクセスできる公共交通は人吉市内および湯前駅に発着する産交バスのみである。

### 路線バス
- 産交バス - 人吉営業所が運行。くま川鉄道沿いに人吉市と水上村を錦町・あさぎり町・多良木町・湯前町経由で結ぶ路線と、水上村中心部と球磨川上流の山間部の集落を結ぶ路線がある。後者は平日のみ運行。
  - 人吉産交 - 人吉駅前 - 人吉医療センター - 球磨中央高校前 - 一武小学校前 - あさぎり駅前 - 多良木 - 湯の前駅前 - 岩野 - 水上役場前 - 湯山温泉 - 市房登山口
  - 水上役場前 - 古屋敷 - 柳原

### 道路
- 国道388号
- 国道446号 - 水上村内全域で国道388号と重複する
- 熊本県道33号人吉水上線
- 熊本県道142号上椎葉湯前線
- 熊本県道161号五木湯前線
- 熊本県道264号幸野染田線

## 名所・旧跡・観光スポット・祭事・催事
- 市房山神宮
- 湯山温泉
- 市房ダム湖畔（日本さくら名所100選指定）
- 生善院（猫寺・相良三十三観音霊場）

### 催事
- 湯山温泉桜まつり

## 出身者
- 黒木拝石（書家）